# Rega (fiume)
Il Rega è un fiume che attraversa la Polonia, ha una lunghezza di 167,8 chilometri.